# Jozef Tegels

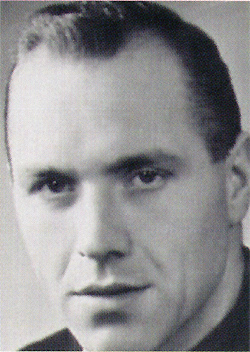
Jozef Tegels

Jozef Tegels  S.C.I. (Vlodrop, 24 januari 1923 – Basoko (Kongo), 14 februari 1961), sinds zijn wijding 'pater Jacob' genoemd, was een Nederlands missionaris van de Priesters van het Heilig Hart. Hij werd priester gewijd op 15 juli 1951 en kwam aan in Kongo in 1952 waar hij als missionaris in Basoko aan de slag ging. Hij werd er in 1961 door rebellen vermoord.
Het nieuws van de dood van Patrice Lumumba op 17 januari 1961 riep haat- en wraakgevoelens op tegen iedereen met een blanke huid. In het diocees Stanleystad (het huidige Kisangani) werden de missieposten aangevallen. In Stanleystad bleef de openbare orde gehandhaafd en werd geen enkele missionaris gemolesteerd, maar in de buitenposten werd de helft van de paters, broeders en zusters aangehouden en lastiggevallen. Pater Tegels werd zelfs vermoord. Pater Ravasio zag alles gebeuren en getuigde:
Basoko, 14 feb. 1961. De administratie kondigt 5 dagen schoolverlof af bij de dood van Lumumba. P. Tegels gaat naar het territoriaal bureau om bevestiging te vragen. Hij krijgt die en gaat in de school het nieuws brengen aan de leerlingen. Dolblij verlaten die de school. Een vrachtwagen met soldaten komt hen tegen. Gevraagd naar de reden van hun vreugde antwoorden de scholieren: 'Wij hebben vijf dagen verlof gekregen omdat Lumumba dood is.' De militairen menen dat dit een initiatief van de missionarissen is en trekken naar de missie: 'Lumumba is dood – hier moet ook iemand sterven!'. Wanneer een soldaat aanklopt aan de kamer van pater Tegels duwt deze hem op de grond en gaat lopen. De soldaat krabbelt recht en vuurt, zonder de pater te raken. De pater stopt en roept: 'Niet schieten!' maar de soldaat mikt en schiet. De pater kan zich redden door zich te laten vallen maar een derde schot raakt hem in de rug en de kogel dringt door tot in een long. Toch slaagt hij erin recht te staan en een gang in te vluchten. Hij geraakt tot aan de kamer van pater Thijssing maar de deur is gesloten. Met zijn laatste krachten geraakt hij in de refter maar zakt er neer en sterft. De militairen doorzoeken het huis minutieus: ze willen zich ervan vergewissen dat er geen radiozender is. Zij staan toe dat pater Tegels 's anderendaags in Kongolese grond begraven wordt maar voor die gunst willen ze betaald worden.